# Daouda Jabi
Daouda Jabi (ur. 10 kwietnia 1981 w Pelundo), wzrost: 180 cm, waga: 79 kg, gwinejski piłkarz, występuje na pozycji obrońcy. Urodzony w Gwinei Bissau, jednak reprezentuje barwy Gwinei. Posiada również obywatelstwo francuskie.

## Kariera
Piłkarz ten swoją karierę zaczynał w amatorskim klubie Pacy VEF. W 1998 roku przeniósł się do czwartoligowego USL Dunkerque, gdzie grał przez dwa lata. Miejsce w podstawowym składzie wywalczył dopiero w drugim sezonie gry w Dunkierce. Rozegrał 30 meczów i strzelił 2 bramki, a po sezonie młodym obrońcą zainteresowało się RC Lens i Jabi zmienił barwy klubowe. Początkowo grał w zespole rezerw. Dopiero w przerwie zimowej sezonu 2001/2002 młody obrońca został zawodnikiem pierwszej kadry. Jego największym sukcesem jest wywalczenie z RC Lens wicemistrzostwa Francji w sezonie 2002/2003 oraz 5 występów w Pucharze UEFA. W przerwie zimowej sezonu 2004/2005 Jabi, po zaledwie 3 występach w pierwszym składzie, został przeniesiony do drużyny rezerw. Po zakończeniu rozgrywek zdecydował się zmienić klub. Przeniósł się do AC Ajaccio, gdzie grał już jego rodak, Kaba Diawara. Jabi nie miał problemów z wywalczeniem miejsca w składzie, co odzwierciedla liczba rozegranych meczów, 30. Po sezonie Daouda obrał kierunek na słoneczną Turcję, a jego nowym klubem został Erciyesspor. W sezonie 2007/2008 reprezentował barwy Trabzonsporu, razem ze swoim rodakiem, Ibrahimem Yattarą. Latem 2008 stał się wolnym zawodnikiem.
W reprezentacji Gwinei Jabi zadebiutował 5 września 2004 roku, podczas meczu z Botswaną, wygranego 4:0. W 3 spotkaniach reprezentował Gwineę podczas Pucharu Narodów Afryki, a łącznie ma na koncie 9 występów w kadrze. Był członkiem drużyny narodowej podczas Pucharu Narodów Afryki 2006, kiedy to zawodnicy Syli Nationale zwyciężyli swoją grupę i odpadli w ćwierćfinale z Senegalem.

## Kariera w liczbach
| Sezon   | Klub          | Kraj    | Flaga   | Rozgrywki             | Mecze | Bramki |
| ------- | ------------- | ------- | ------- | --------------------- | ----- | ------ |
| 1998/99 | USL Dunkerque | Francja | Francja | CFA, Grupa A (4 liga) | 7     | 0      |
| 1999/00 | USL Dunkerque | Francja | Francja | CFA, Grupa A (4 liga) | 30    | 2      |
| 2000/01 | RC Lens B     | Francja | Francja | CFA, Grupa A (4 liga) | 32    | 3      |
| 2001/02 | RC Lens B     | Francja | Francja | CFA, Grupa A (4 liga) | 27    | 1      |
| 2001/02 | RC Lens       | Francja | Francja | Ligue 1               | 2     | 0      |
| 2002/03 | RC Lens       | Francja | Francja | Ligue 1               | 16    | 0      |
| 2003/04 | RC Lens       | Francja | Francja | Ligue 1               | 19    | 0      |
| 2004/05 | RC Lens       | Francja | Francja | Ligue 1               | 3     | 0      |
| 2004/05 | RC Lens B     | Francja | Francja | CFA, Grupa A (4 liga) | 18    | 1      |
| 2004/05 | AC Ajaccio    | Francja | Francja | Ligue 1               | 31    | 0      |
| 2006/07 | Erciyesspor   | Turcja  | Turcja  | Süper Lig             | 10    | 1      |
| 2007/08 | Trabzonspor   | Turcja  | Turcja  | Süper Lig             | 10    | 0      |